# Pablo Peixoto (autor)
Pablo de Melo Peixoto (Cataguases, 30 de junho de 1978) é um jornalista, sociólogo e escritor brasileiro.

## Biografia

### Primeiros anos e formação acadêmica
Pablo nasceu na cidade de Cataguases, município localizada no interior do estado de Minas Gerais.
Mudou-se para Juiz de Fora, cidade no interior do estado, para estudar jornalismo na Universidade Federal de Juiz de Fora (UFJF), onde formou-se em 2003. Pela mesma universidade realizou mestrado em sociologia, com a dissertação Made in Bras(z)il, um estudo do jogo de forças na MPB no tempo do tropicalismo, defendida em 2007.

### Carreira
No ano de 2010, realizou sua estreia na literatura ao escrever o livro Calaboca Galvão!, um compilado de frases de Galvão Bueno publicado pela editora Panda Books. No ano seguinte, lançou o livro Como assim, Bial? (2011), em que reúne pérolas do reality show Big Brother Brasil, também publicado pela Panda Books.
Colaborou também na Rede Record e Fox Brasil no programa Avassaladoras: A Série, de 2006. Na internet, apresenta o programa Qu4tro Coisas disponibilizando os vídeos no YouTube. Em 2015, o programa criado na internet passou a ser exibido no canal de televisão fechada PlayTV. Na internet, também foi co-criador do blog Porra, Mauricio!, que satiriza a obra do quadrinista Mauricio de Sousa, que somou quatro milhões de acessos no primeiro semestre de 2010 e ganhou o prêmio Melhores da Websfera na categoria de Melhor Tumblr.

## Publicações
- Calaboca Galvão: as frases que transformaram o narrador na maior celebridade da internet de todos os tempos. São Paulo, Panda Books, 2010.[14]
- Como assim, Bial?: as maiores pérolas da casa mais vigiada do Brasil. São Paulo, Panda Books, 2011.[15]